# Semiothisa diffusata
Semiothisa diffusata là một loài bướm đêm trong họ Geometridae.